# イシャーン
イシャーン（īshān、Ишан）とは、中央アジアのスーフィズムで「導師」とされる宗教者である。
ペルシャ語における『彼ら』（三人称複数）を語源とし、シャイフ等とほとんど同じ意味で用いられる。
本人の名前で直接呼ぶにはあまりに尊いのでイシャーンという語が使われるようになったという。
19世紀末における中央アジアの遊牧民族（カザフ、トルクメン、キルギス）のイスラム教化に貢献した。
イシャーンを中心とする中央アジアのスーフィズムの在り様は「イシャニズム」とも称される。
スーフィーの神秘主義の指導や地域社会の相談役、学校・橋・道路・灌漑溝などの建設のほか、
呪術的な方法で病気治しをしたり護符を制作したりなど霊能者的な役割も担っている。
イシャーンは神から呪力（バラカ）を授けられた存在であると信じられており、イシャーンを主人公とした聖者譚も伝えられている。
彼らへの支持は強く、ソビエト連邦当局の反宗教・無神論政策にもかかわらず市民から強い人気を勝ち得たほど。
イシャーンのもとに多くの信徒（ムリード）が集まり教団が形成されることもある。そうした支持のもとイシャーン達がロシア人の植民地支配への抵抗運動の指導を行った歴史がある。1898年のアンディジャン蜂起ではロシア帝国に対抗しロシア農民の駆逐を説くイシャーン・マダリーのジハード宣言に、2000人もの信徒がすぐさま応じたという。